# Fotografia de casamento
Fotografia de casamento é uma especialidade em fotografia que se concentra principalmente na fotografia de eventos e atividades relacionadas com casamentos. Pode incluir outros tipos de retratos do casal antes do dia oficial do casamento, como uma sessão de noivado antes do casamento (as fotos são usadas posteriormente para os convites de casamento do casal). No dia oficial do casamento, o(s) fotógrafo(s) tentarão fornecer fotografia de retratos, bem como cobertura de fotografia documental para documentar os diferentes eventos e rituais do casamento durante o(s) dia(s) do casamento.

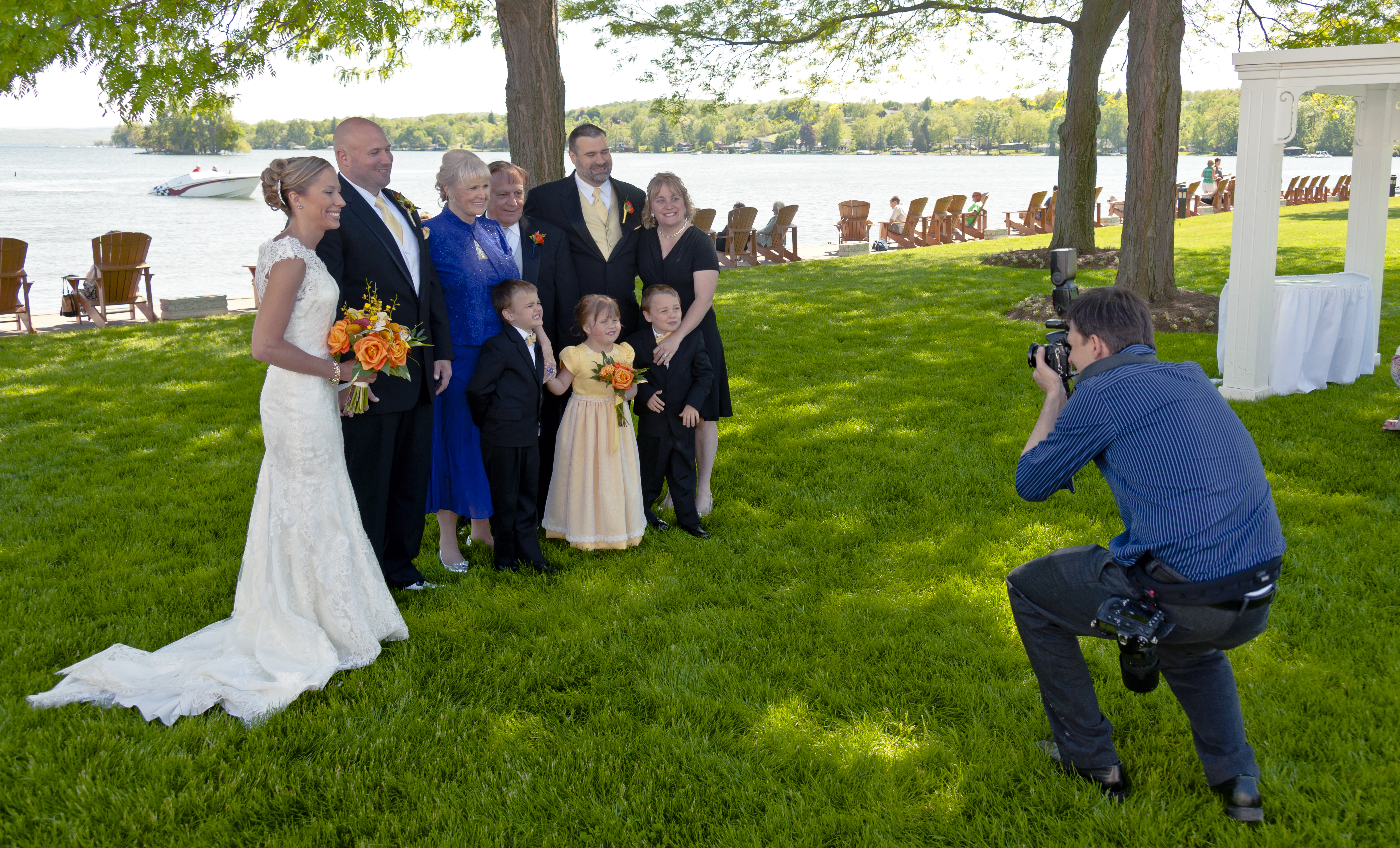
Um fotógrafo de casamento tirando uma foto da noiva e do marido dela com a família

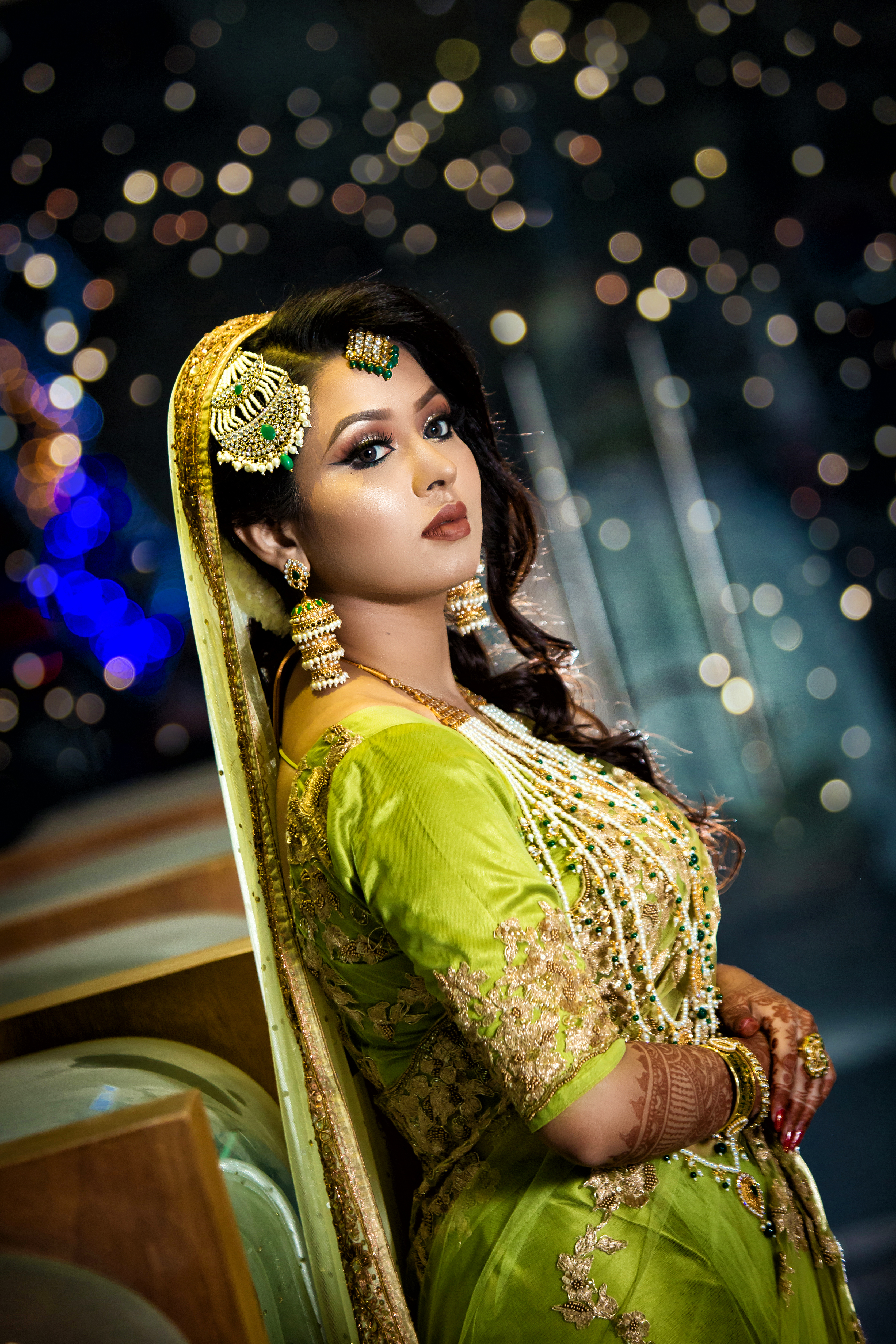
Uma noiva de Bangladesh em uma cerimônia Turmeric (Haldi)

## História

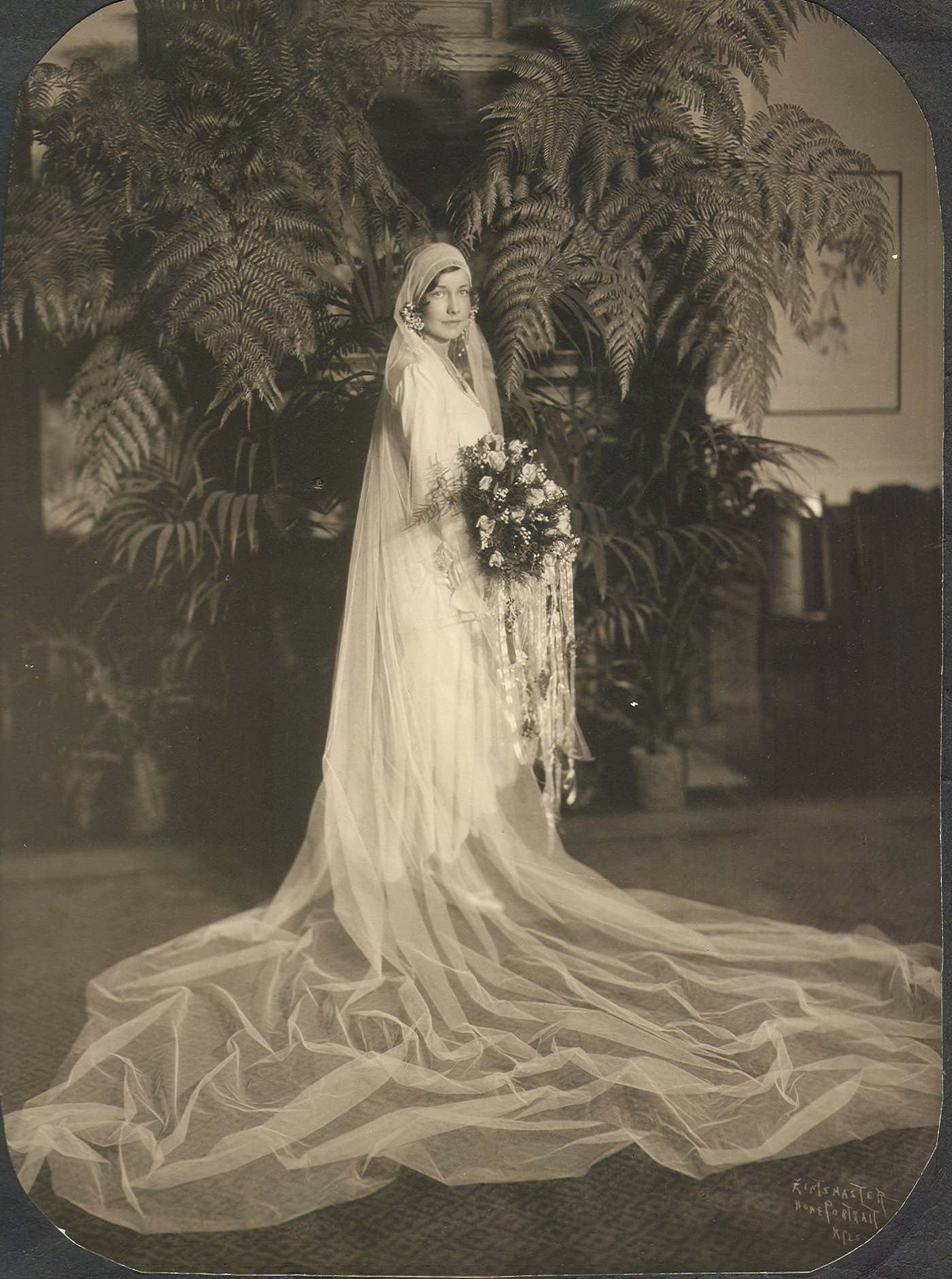
Uma fotografia formal de uma noiva em 1929

Como a própria tecnologia da fotografia, a prática da fotografia de casamento evoluiu e cresceu desde a invenção da forma de arte fotográfica em 1826 por Joseph Nicéphore Niépce. Na verdade, uma fotografia antiga, registrada cerca de 14 anos após o fato, pode ser uma recriação para a câmera do casamento de 1840 da Rainha Vitória com o Príncipe Albert. No entanto, nos primeiros dias da fotografia, a maioria dos casais de meios mais humildes não contratava um fotógrafo para registrar o casamento em si. Até a segunda metade do século XIX, a maioria das pessoas não posava para fotos formais de casamento durante o casamento. Em vez disso, eles podem posar para uma foto formal em suas melhores roupas antes ou depois de um casamento. No final da década de 1860, mais casais começaram a posar com suas roupas de casamento ou, às vezes, contrataram um fotógrafo para ir ao local do casamento. (Veja a galeria em White wedding.)
Devido à natureza do equipamento volumoso e aos problemas de iluminação, a fotografia de casamento foi em grande parte uma prática de estúdio durante a maior parte do final do século XIX. Com o tempo, a tecnologia melhorou, mas muitos casais ainda podem posar para um único retrato de casamento. Álbuns de casamento começaram a se tornar mais comuns na década de 1880, e o fotógrafo às vezes incluía a festa de casamento nas fotos. Freqüentemente, os presentes de casamento também eram dispostos e registrados nas fotos.
No início do século XX a fotografia colorida tornou-se disponível, mas ainda não era confiável e cara, então a maior parte da fotografia de casamento ainda era praticada em preto e branco. O conceito de capturar o "evento" do casamento surgiu após a Segunda Guerra Mundial. Usando a tecnologia de rolo de filme e técnicas de iluminação aprimoradas disponíveis com a invenção da lâmpada de flash compacto, os fotógrafos frequentemente apareciam em um casamento e tentavam vender as fotos mais tarde. Apesar das fotos iniciais de baixa qualidade que muitas vezes resultavam, a competição forçou os fotógrafos de estúdio a começar a trabalhar no local.
Inicialmente, os fotógrafos de estúdio profissionais podem trazer muitos equipamentos volumosos, o que limita sua capacidade de registrar todo o evento. Mesmo as fotos "sinceras" eram mais frequentemente apresentadas após a cerimônia. Na década de 1970, a abordagem mais moderna para registrar todo o evento do casamento começou a evoluir para a prática como a conhecemos hoje, incluindo um estilo de fotografia mais "documentário".

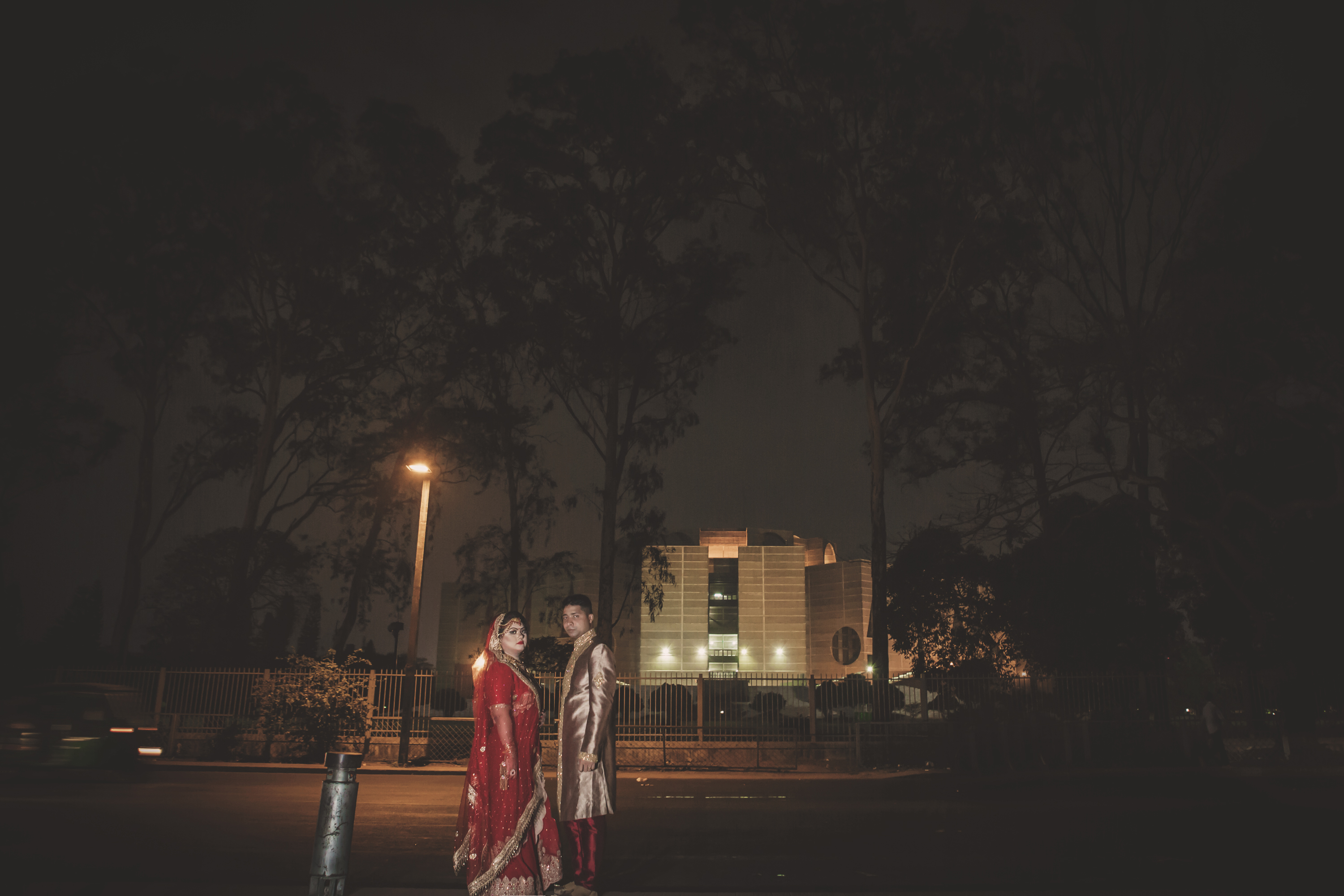
Um casal está tirando fotos após a cerimônia de casamento usando vestido de noiva em frente ao prédio do parlamento de Bangladesh

## Tecnologia
Durante a era do cinema, os fotógrafos preferiam o filme negativo colorido e as câmeras de médio formato, especialmente da Hasselblad. Hoje, muitos mais casamentos são fotografados com câmeras SLR digitais, pois a conveniência digital fornece detecção rápida de erros de iluminação e permite que abordagens criativas sejam revisadas imediatamente.
Apesar desta tendência, alguns fotógrafos continuam a fotografar com filme por preferirem a estética cinematográfica, e outros consideram que o negativo captura mais informação do que a tecnologia digital e tem menos margem de erro de exposição. Certamente verdadeiro em alguns casos, a latitude de exposição inerente ao formato de imagem Raw nativo de uma câmera (que permite mais sub e superexposição do que JPEG) varia de fabricante para fabricante. Todas as formas de RAW têm um grau de latitude de exposição que excede o filme fotográfico - ao qual a captura digital é comumente comparada.
A introdução de câmeras sem espelho ILC (câmeras de lente intercambiável), como a Fuji XT-2 e a série Sony A7 em 2015/2016, é uma virada de jogo para o fotógrafo de fotojornalismo de casamentos. Com a introdução da Nikon D5, agora é possível capturar imagens com pouca luz, sem o uso de flash.
A tecnologia evoluiu com o uso de gatilhos remotos e sincronismo de flash. Os fotógrafos de casamento agora podem viajar com pouca bagagem e ainda assim usar uma iluminação criativa.

## Abordagens

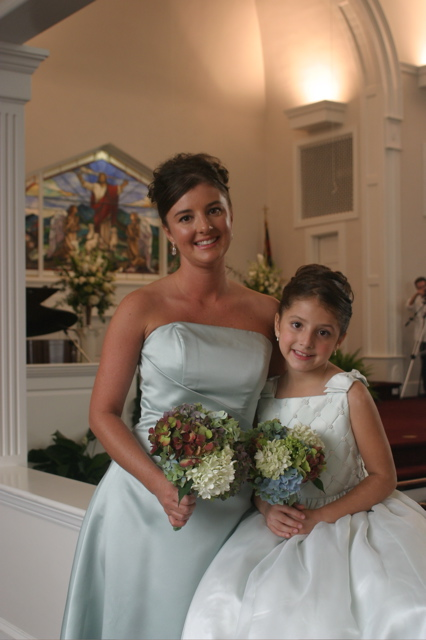
Damas de honra em um casamento contemporâneo

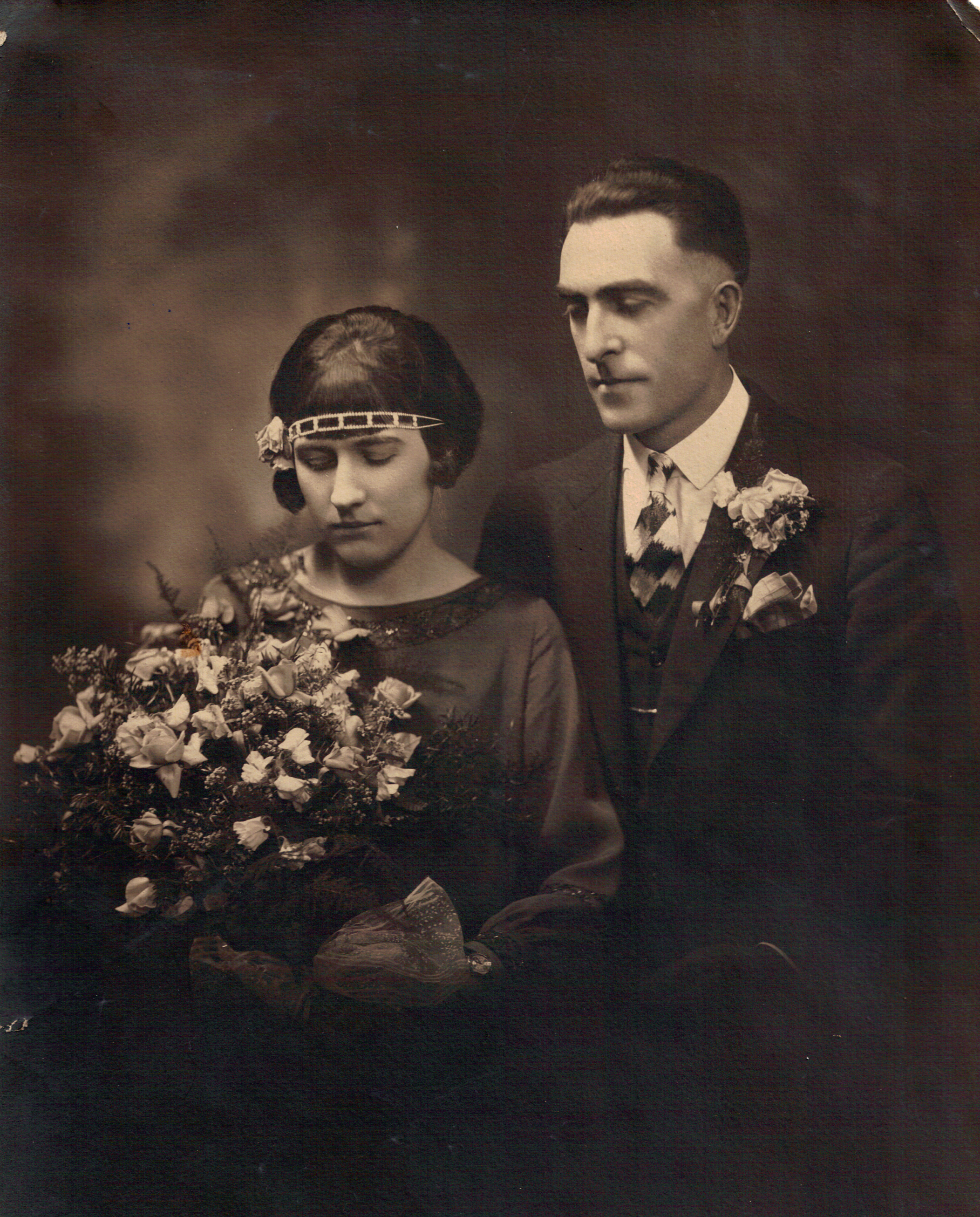
Retrato de casal de noivos por volta de 1926. Nos primeiros dias da fotografia de casamento, geralmente apenas vários retratos posados do casal eram fotografados.

As duas abordagens para a fotografia de casamento são tradicionais e fotojornalísticas. Muitos fotógrafos de casamento vão se encaixar em algum lugar entre os extremos representados por essas duas descrições.
A fotografia de casamento tradicional fornece imagens com poses mais clássicas e um grande controle do fotógrafo durante a cerimônia.
Um estilo fotojornalista de fotografia de casamento segue o exemplo de estilos de reportagem editorial e se concentra mais em imagens sinceras (ou espontâneas) com pouca interação do fotógrafo; um fotojornalista de casamento normalmente tira fotos rapidamente usando a luz disponível ou o flash da câmera, em vez de usar técnicas tradicionais de pose formal e luzes de estúdio.
Um terceiro estilo é uma abordagem baseada na moda. Na fotografia de casamento contemporânea / baseada na moda, um fotógrafo combina imagens espontâneas dos eventos do dia com imagens de poses inspiradas na fotografia editorial de moda. Esse estilo geralmente envolve um pós-processamento de imagens mais inovador e dramático.
Um quarto estilo popular em países asiáticos, especialmente na China, é a fotografia de estúdio de casamento (chinês: 婚纱 摄影; pinyin: hūn shā shè yǐng). Normalmente, os casais marcam um encontro com o estúdio para uma in-studio ou locação, com o apoio de um cabeleireiro e maquiador, além do fotógrafo e do casal. O casal passará por muitas mudanças de roupas e experiências de maneira semelhante à abordagem baseada na moda.

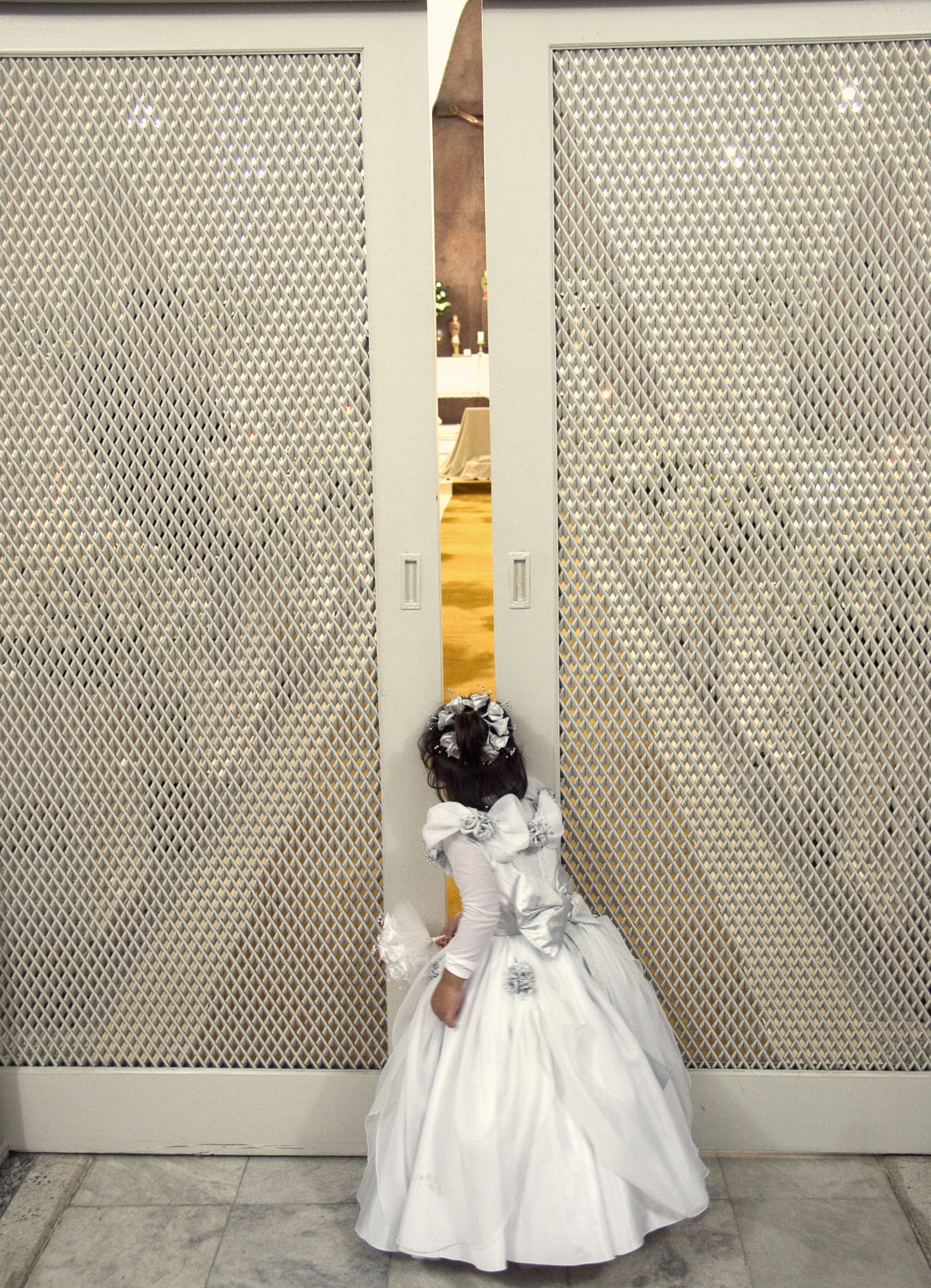
Fotografia de uma daminha no estilo fotojornalismo durante registro no dia do casamento. O fotógrafo utiliza técnica de antecipação pensando no melhor ângulo e no momento ideal antes do clique.

O termo fotografia contemporânea de casamento é usado para descrever a fotografia de casamento que não é de natureza tradicional. A ênfase na fotografia contemporânea é capturar a história e a atmosfera do dia, para que o espectador tenha uma avaliação de como foi o casamento, em vez de uma série de poses pré-determinadas.

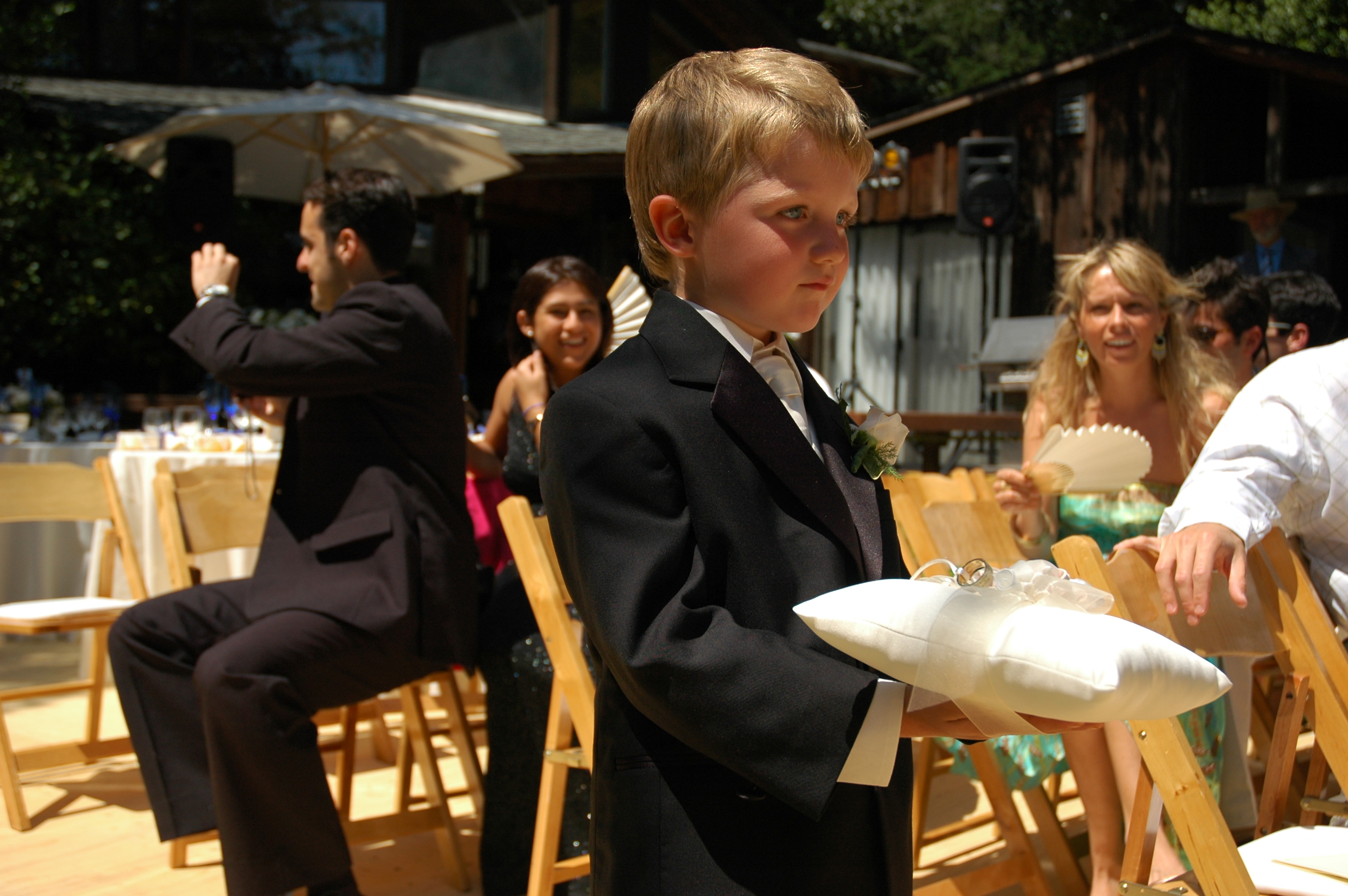
Fotografia de um pajem. Fotografias de alianças de casamento são fundamentais para algumas sessões de fotos. Aqui, a criança participa como portadora do anel; a aliança fica em cima de uma almofada.

## Profissão

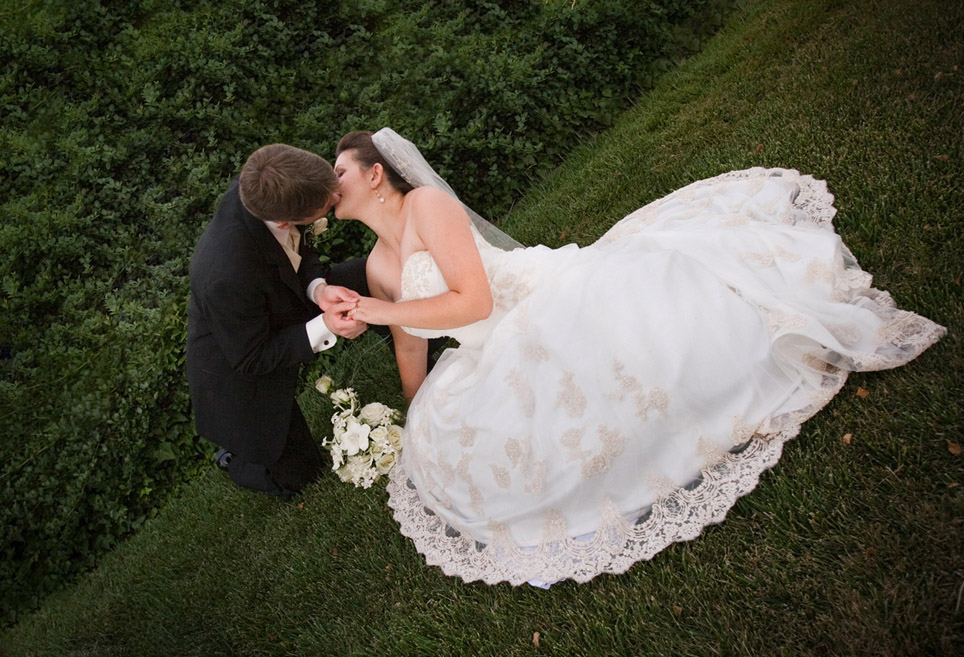
Uma noiva e um noivo são colocados para este local fotografado usando a iluminação disponível durante os momentos antes do crepúsculo do dia devido aos desejáveis efeitos de iluminação suave.

Caindo na categoria mais ampla de fotógrafos, os fotógrafos de casamento geralmente trabalham no local, tirando fotos de eventos de casamento em uma base contratual. De acordo com o US Bureau of Labor Statistics (BLS), 64% dos fotógrafos eram autônomos em 2018. Os fotógrafos ganhavam um salário médio de $ 34.000 por ano em maio de 2018. Esperava-se que o número de fotógrafos empregados diminuísse 6% entre 2018 e 2028.
Casais que se casam contratam fotógrafos de casamento para capturar os momentos de seu dia especial no filme. Eles dependem desses profissionais para serem pontuais, atenciosos e meticulosos - não há segundas chances! Enquanto as reuniões pré-casamento e o trabalho pós-casamento acontecem em um ambiente de escritório, os próprios eventos levam os fotógrafos a locais internos e externos, como residências, igrejas, hotéis, parques e outros locais de cerimônia e recepção. Da mesma forma, o horário de cada casamento define o horário de trabalho, sendo os finais de semana e as noites comuns. O número de casamentos que ocorrem nos meses de primavera e verão torna essas estações especialmente ocupadas para os fotógrafos. Embora existam muitas empresas fotográficas para fornecer serviços, um número significativo de fotógrafos de casamento trabalha por conta própria.

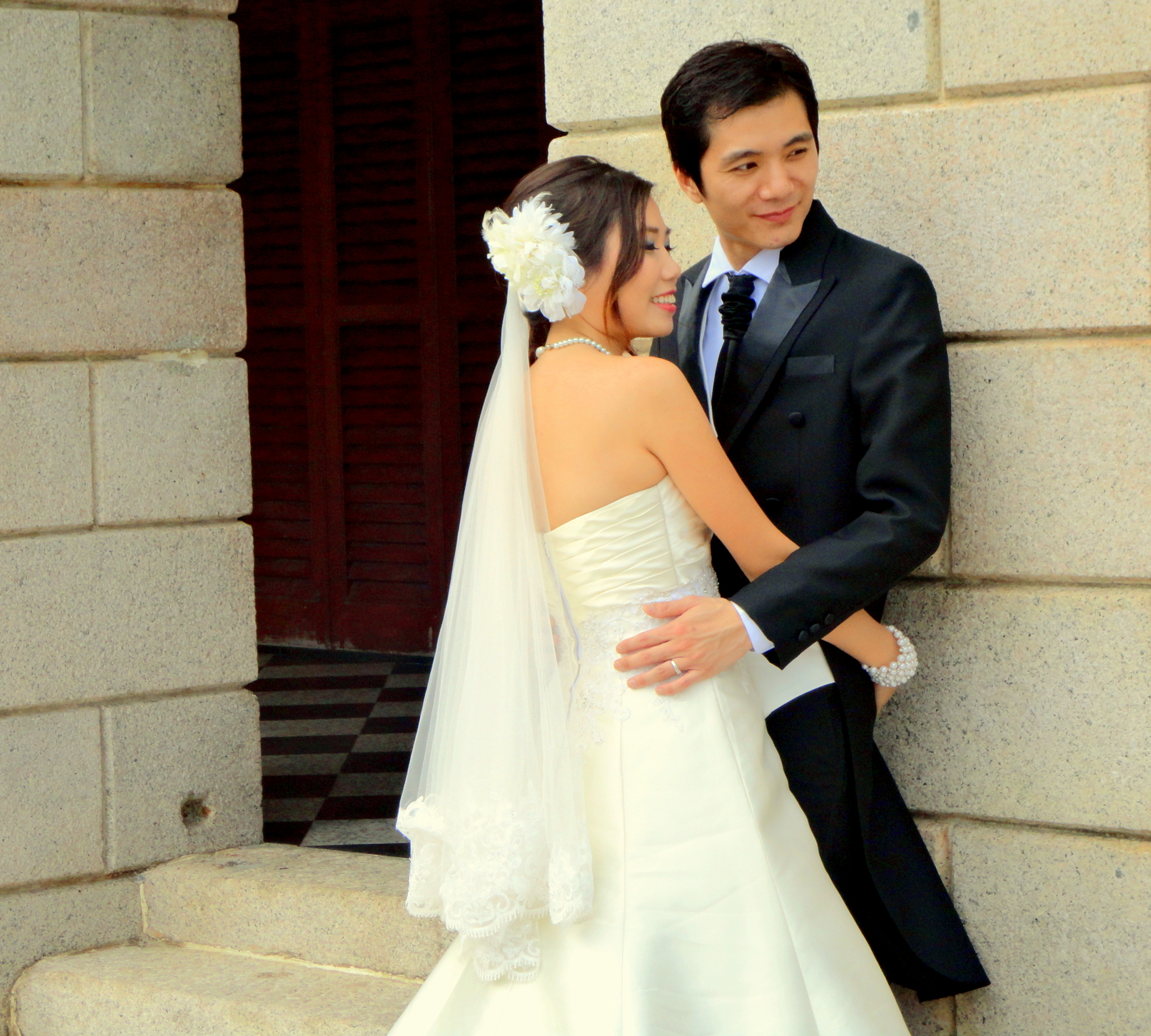
Fotografia de casamento na Murray House, Hong Kong

## Organizações profissionais pelo mundo
Organizações como a Professional Photographers of America (PPA), International Society of Professional Wedding Photographers (ISPWP), Professional Photographers of Canada (PPOC), Australian Institute of Professional Photography (AIPP), Wedding and Portrait Photographers International (WPPI) e a Wedding Photojournalist A Association (WPJA) apóiam a arte e os negócios da fotografia de casamento. A WPJA concede um prêmio anual de Fotógrafo do Ano para reconhecer o melhor em fotojornalismo de casamento.
No Reino Unido, existem muitas organizações, incluindo a Master Photographers Association (MPA), a Society of Wedding and Portrait Photographers (SWPP), o British Institute of Professional Photography (BIPP) e a National Photographic Society (The NPS).
Os padrões e requisitos para organizações profissionais variam, mas a associação geralmente indica que um fotógrafo está segurado. As organizações profissionais oferecem treinamento, competição profissional e apoio aos membros, bem como serviços de diretório para ajudar no marketing e organizar convenções.

### Especialização e desafios técnicos
Os fotógrafos de casamento no destino podem enfrentar desafios não tipicamente associados a seus casamentos normais, que vão desde a familiaridade com o local até a familiaridade do cliente. 
Os fotógrafos podem estar familiarizados com os locais se estiverem filmando localmente; mas se eles viajam, tudo é novo. Por exemplo; um fotógrafo de casamento de Tampa está acostumado a fotografar um casamento na praia onde o sol se põe sobre o oceano. Em Miami, o sol não se põe mais sobre o oceano. Ao planejar um casamento local, o fotógrafo pode frequentemente encontrar o casal durante um café ou jantar, ou cuidar da sessão de noivado. Isso dá início ao processo de conhecer você e cria a familiaridade do cliente. Normalmente, um casamento no destino não oferece essas conveniências.

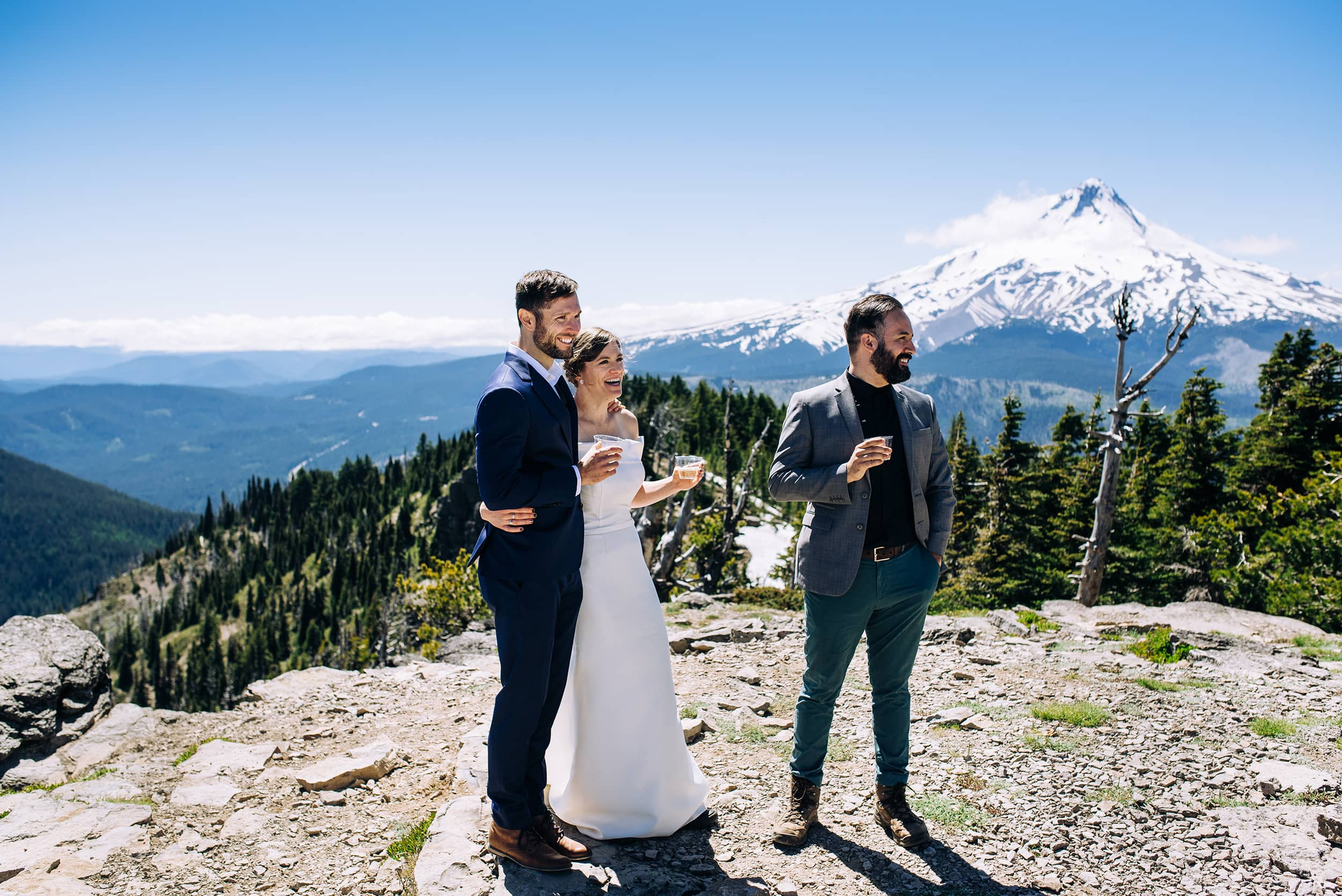
Cerimonia de Elopement Wedding perto do Monte. Hood, Oregon

### Fotografia Elopement wedding
Elopement wedding é uma expressão em inglês que quer dizer, em tradução livre, “fugir para casar“. "Elope" resume a idéia de fugir no meio da noite para se casar em segredo, algo muito comum em terras anglófonas nos séculos passados. Os motivos eram muitos: diferenças religiosas, entre famílias ou mesmo homens e mulheres trocando seus parceiros por amantes.
Isso se intensificou em 1754, com a promulgação da lei Marriage Act 1753 na Inglaterra, que proibia os casamentos informais e que súditos da coroa se casassem com parceiros de outras classes sociais, além de menores de 21 precisarem do consentimentos dos pais para dizer “sim”.
Embora a popularidade das fugas tenha aumentado pelo menos na última década, o surgimento do COVID-19 consolidou as fugas e micro-casamentos como uma primeira escolha, em vez de uma decisão rápida e forçada. As fugas não são mais uma tendência, mas se consolidaram como uma alternativa socialmente aceitável a um casamento tradicional maior. A fuga permite que os casais se casem de maneiras que sejam significativas para eles, uma oportunidade que pode ser difícil de conseguir em uma cerimônia tradicional.
Fotógrafos especializados em fugas assumem o papel de patrulhar locações cênicas, coordenando e planejando cronogramas e recomendando o que vestir e levar na mala.